# Nachtsheim
Nachtsheim ist eine Ortsgemeinde im Landkreis Mayen-Koblenz in Rheinland-Pfalz. Sie gehört der Verbandsgemeinde Vordereifel an, die ihren Verwaltungssitz in Mayen hat. In der Verbandsgemeinde zählt Nachtsheim zu den ältesten Orten. Von den Einwohnern Nachtsheims und der Umgebung wird er mit „Noahshem“ bezeichnet.

## Geographie

### Geographische Lage
Nachtsheim liegt in der Vulkaneifel.
Die durchschnittliche Höhe liegt bei 490 m ü. NHN. Der höchste außerörtliche Punkt im Gemeindegebiet liegt auf etwa 506 m, der niedrigste auf etwa 390 m ü. NHN. Auf dem höchsten Punkt wird jedes Jahr das Martinsfeuer veranstaltet. Innerörtlich liegen der höchste bei 494 m und der niedrigste Punkt auf 469 m ü. NHN. Die Höhe fällt von Nordosten in Richtung Westen ab.
Um Nachtsheim gibt es hauptsächlich Weiden und Wiesen, in Richtung Münk und Anschau große Wälder, durch die der Mimbach fließt, das einzige Fließgewässer im Gemeindegebiet. Der Ort breitet sich auf der Gesamtfläche der Gemeinde von 7,21 km² mit etwas weniger als 1 km² aus.

### Nachbargemeinden
Anschau, Boos, Ditscheid, Hirten, Lind, Luxem, Münk, Nitz und Virneburg sind die neun angrenzenden Nachbarorte Nachtsheims. Im Umkreis von 20 km liegen die Städte Mayen, Kaisersesch, Daun und Adenau. Koblenz ist etwa 50 km entfernt.

### Klima
Nachtsheim befindet sich in der gemäßigten Klimazone. Die durchschnittliche Jahrestemperatur beträgt etwa 8,9 °C, bei einer mittleren Niederschlagsmenge von 628 mm. Die wärmsten Monate sind Juni, Juli und August mit durchschnittlich 17,3 bis 19,1 °C, die kältesten Dezember, Januar und Februar mit −0,3 bis 1,1 °C im Mittel. Der meiste Niederschlag fällt von Juni bis August mit durchschnittlich 70 bis 78 mm, der geringste von Februar bis April mit 32 bis 40 mm im Mittel.

## Geschichte

### Erste Belege bis 10. Jahrhundert
Die Geschichte von Nachtsheim beginnt vor mehr als 1000 Jahren.
Bereits zur Zeit des Trierer Erzbischofes Hetti (814–847) verfügte Nachtsheim über eine Pfarrkirche. Als Folge der hochmittelalterlichen Rodungsperiode der Waldgebiete westlich von Mayen entstanden im Rahmen der Besiedlung Dörfer, der neue Lebensraum füllte sich mit Menschen. In diesem Raum entstand zwischen Elz und der Hohen Acht als erste Pfarrei Nachtsheim. Die sogenannte Pfarrtermination des Trierer Erzbischofs Ruotbert (931–956) für die Kirche von Nachtsheim (Natisheim) gilt als frühester schriftlicher Beleg für die Besiedlung dieses Raumes.

### 11. bis 16. Jahrhundert
Die Urkunde wurde zunächst fälschlicherweise auf die Zeit um das Jahr 950 datiert. Als Fälschung entlarvt, wird sie von der Forschung als Dokument des ausgehenden 11. Jahrhunderts anerkannt. Aus dieser Urkunde geht hervor, dass die Kirche in Welcherath der Stephanskirche in Nachtsheim unterstellt wurde. Deren Pfarrsprengel sei bereits von Ruotberts Vorgänger, dem oben erwähnten Erzbischof Hetti, abgegrenzt worden. Die Nutzung des Nachtsheimer Pfarrsprengels wurde den Brüdern des Münstermaifelder Stiftes überlassen. Der Nachtsheimer Pfarrsprengel (das territorial begrenzte Gebiet einer Pfarrei oder Gemeinde in den christlichen Kirchen) umfasste folgenden, sich an natürlichen Grenzen wie Wasserläufe und Berge, sowie an vom Mensch geschaffenen Wegen und Straßen orientierenden Bereich: dem Karbach bis zur Mündung in die Elz, dem Elzbach aufwärts bis zum Hochkelberg, vom Hochkelberg zur Nürburg über die Hohe Acht entlang des Achterbachs bis zur Nitz durch die Wälder, von dort nach Hirten bis zur Quelle des Karbaches.

### 17. bis 19. Jahrhundert
Für diesen Bereich bleibt Nachtsheim die „Mutterkirche“, auch bei weiteren Kirchengründungen in diesem Bereich, erhalten die neuen Kirchen den Status einer Filialkirche. Im 12. Jahrhundert bildeten sich die Pfarrbezirke Weiler und Wanderath, zwar mit eigenen Geistlichen, aber noch abhängig von Nachtsheim. Die Ablösung von Nachtsheim erfolgte langsam und schrittweise. Die Erben der Grafschaft Virneburg, die evangelischen Grafen von Wertheim, wollten im 16. und 17. Jahrhundert in Weiler und Wanderath die Reformation einführen und betrachteten beide Pfarreien als selbstständig. Der Erzbischof von Trier wollte das verhindern und stärkte die Superiorität von Nachtsheim, das damals zum katholischen Kurtrierer Oberamt Mayen gehörte.
Erst die Statuten des großen Landkapitels (Dekanat) Ochtendung im Jahre 1655 nannten Welcherath, Weiler und Wanderath selbstständige Pfarreien. In Welcherath behielt der Pastor von Nachtsheim bis 1800 das Recht der Präsentation, d. h., er bestimmte den Pastor, den der Bischof in Welcherath einsetzte. Um 1800 annektierte Frankreich das Linke Rheinufer und ordnete die Bistumsgrenzen neu. Nachtsheim kam zum neugeschaffenen Bistum Aachen, bei dieser Umorganisation wurde auch Boos selbständig.
1824 kam Nachtsheim zum neuen Bistum Trier, es gehört seitdem zum Dekanat Mayen. Ein Hinweis auf die sehr frühe Besiedlung und Ortsgründung von Nachtsheim ist die Nachsilbe -heim im Ortsnamen. Auf eine sehr frühe Kirchengründung deutet das St.-Stephanus-Patronat der Pfarrei Nachtsheim hin.

### Bevölkerungsentwicklung
Die Entwicklung der Einwohnerzahl von Nachtsheim, die Werte von 1871 bis 1987 beruhen auf Volkszählungen:
| Jahr | Einwohner |
| 1815 | 266       |
| 1835 | 332       |
| 1871 | 315       |
| 1905 | 356       |
| 1939 | 435       |
| 1950 | 445       |

| Jahr | Einwohner |
| 1961 | 470       |
| 1970 | 499       |
| 1987 | 542       |
| 2005 | 590       |
| 2017 | 546       |
| 2022 | 554       |

## Religion
Im Jahre 831 wurde eine erste St.-Stephanus-Kirche geweiht. Vier Glocken wurden 1266 auf die Namen der Evangelisten geweiht. 1471 wurde ein Altar zu Ehren der heiligen Dreifaltigkeit gestiftet. 1488 stifteten Graf Philipp und seine Frau Walpurgis von Solms einen neuen Altar. Einen Taufstein aus Tufflava mit dem Wappen der Virneburger Grafen erhielt Nachtsheim 1557. Der Sebastianusaltar wurde 1588 errichtet. 1680 wurde eine neue Glocke angeschafft. Die Kirche wurde 1721 renoviert. Am 9. Juli 1780 wurde die Glocke mit dem Namen Carolus geweiht. Baumeister Michael Alken aus Mayen war 1849 der Erbauer eines Pfarrhauses. 1858 wurden erste Pläne für einen Kirchenneubau erarbeitet. 1870 wurde die alte Kirche abgerissen und durch den 1875 von Weihbischof Johann Jakob Krafft geweihten Neubau ersetzt. Dazwischen wurde 1873 eine Glocke umgegossen, zu der Kaiser Wilhelm I. drei Zentner Geschützbronze bereitstellte. In diesem Jahre wurde die Orgel der St.-Clemens-Kirche in Mayen für 800 Taler erworben.

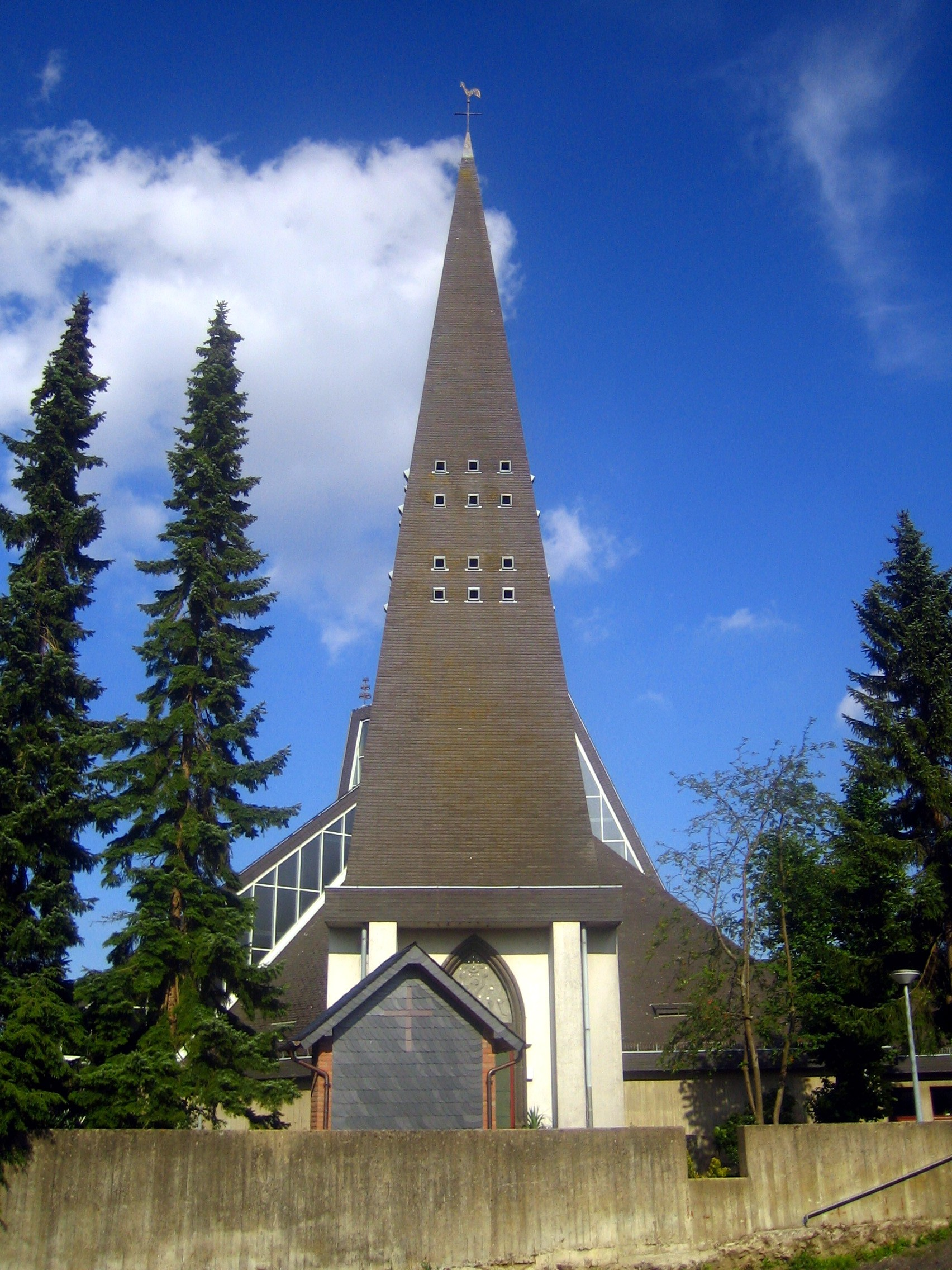
St.-Stephanus-Kirche

1909 und 1910 wurde die Kirche renoviert. 1927 wurden drei neue Glocken hergestellt. Am 10. August 1942 musste Nachtsheim aus Kriegsgründen zwei Glocken abgeben. Auf dem Kirchenplatz wurde die Mariensäule im Jahre 1944 eingeweiht. 1949 erhielt die Kirche zwei neue Glocken, 1960 kam eine weitere dazu. In Rom wurden Reliquien des Heiligen Stephanus erworben und am 11. August 1957 nach Nachtsheim überführt.
Die heutige katholische Pfarrkirche St. Stephanus wurde am 13. Juni 1971 durch Carl Schmitt eingeweiht. In ihr befindet sich noch der Taufbrunnen aus dem Jahre 1557 mit dem Virneburger Wappen. Aus einem unbekannten Grund sind dort aber oben drei und unten vier Rauten abgebildet, also umgekehrt zum offiziellen Virneburger Wappen.
Zu den Filialkirchen gehören in Anschau St. Ägidius, in Ditscheid St. Apollonia und in Münk St. Hubertus. Pfarrer ist seit dem Jahr 2011 Alois Dreser.

## Politik

### Gemeinderat
Der Gemeinderat in Nachtsheim besteht aus zwölf Ratsmitgliedern, die bei der Kommunalwahl am 9. Juni 2024 in einer Mehrheitswahl gewählt wurden, und dem ehrenamtlichen Ortsbürgermeister als Vorsitzendem.

### Bürgermeister
Martin Schmitt wurde am 13. August 2019 Ortsbürgermeister von Nachtsheim. Bei der Direktwahl am 26. Mai 2019 war er mit einem Stimmenanteil von 70,0 % gewählt worden. Bei der Direktwahl am 9. Juni 2024 wurde er als einziger Bewerber mit 64,0 % für weitere fünf Jahre wiedergewählt.
Vorgänger von Martin Schmitt war Thomas Göbel, der das Amt zehn Jahre ausübte.

### Wappen
| Wappen von Nachtsheim | Blasonierung: „Gespalten durch eine eingeschweifte gestürzte goldene Spitze, darin 7 rote Rauten (4:3), rechts in Rot ein goldener Palmzweig, links in Grün drei goldene Ähren.“ |
| Wappen von Nachtsheim | Wappenbegründung: Die roten Rauten stammen aus dem Wappen der Grafen zu Virneburg. Diese stritten an der Seite von Kaiser Otto I. (936–973) gegen die Ungarn. Sie wählten die sieben Rauten, die aussahen wie die Schilder der besiegten Ungarn. Die goldene Palme im roten Feld weist hin auf den hl. Stephanus, er ist seit Jahrhunderten der Schutzheilige und Kirchenpatron der Pfarrei. Die goldenen Ähren im grünen Feld stehen für die Landwirtschaft, die bis heute noch von Erwerbsbetrieben ausgeführt wird. |

Wappenentwurf: A. Friderichs, Zell/Mosel

## Kultur und Sehenswürdigkeiten

### Sehenswürdigkeiten
Ein Taufbrunnen in der Kirche aus dem Jahre 1557 trägt die sieben Rauten der Virneburger Grafen. Außerhalb der St.-Stephanus-Kirche auf der anderen Straßenseite ist der Dorfplatz auf dem ein etwa zwei Meter hoher Brunnen mit einer Kugel aus Fischen steht.
Es gibt drei Heiligenhäuschen in und um Nachtsheim, davon eines am Ortsende in Richtung Anschau. Die beiden anderen stehen kurz vor der Einmündung der K 9 in die B 410 und außerhalb Nachtsheims an einem Feldweg in Richtung Luxem.
Siehe auch: Liste der Kulturdenkmäler in Nachtsheim

### Verkehr

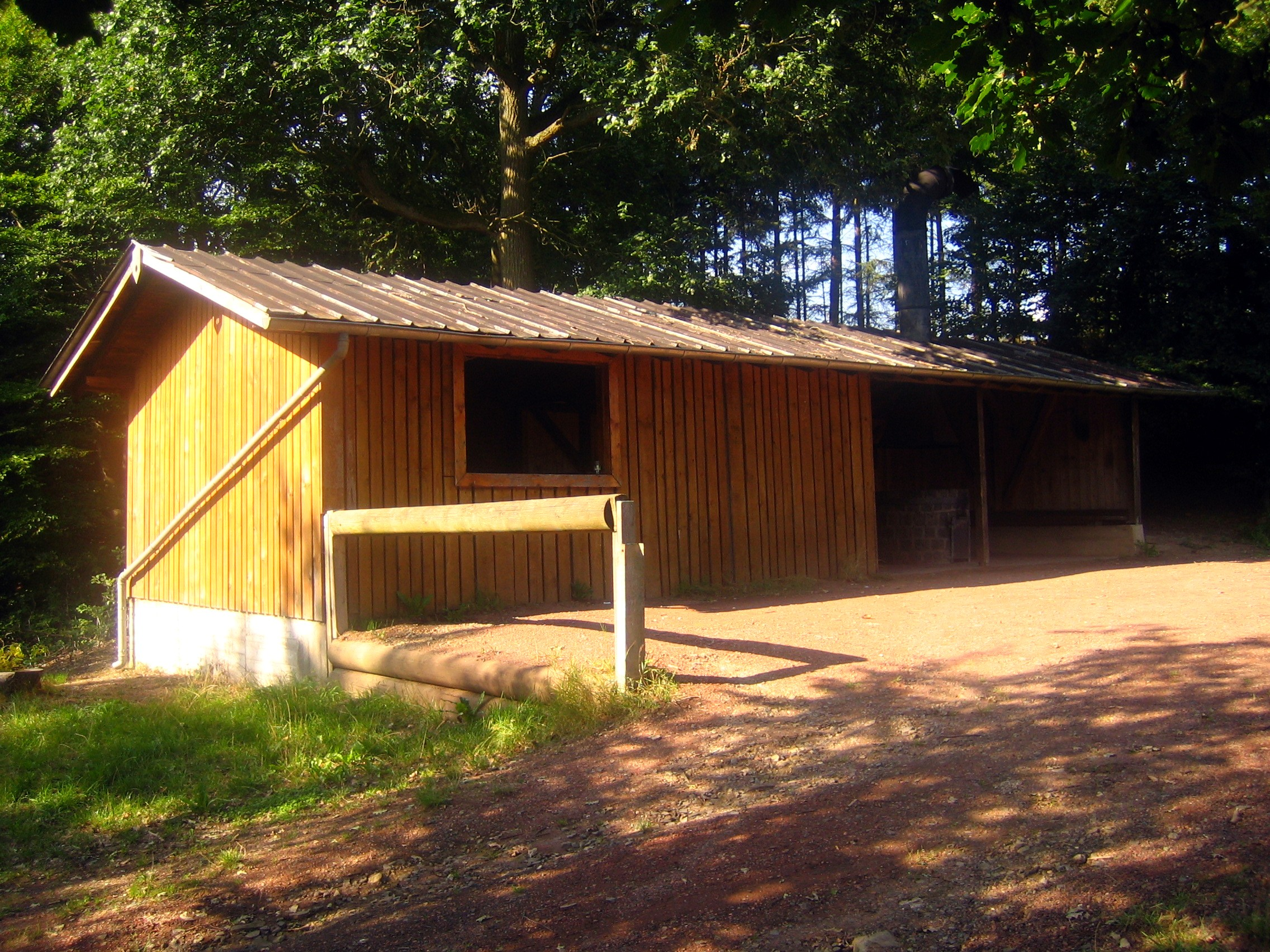
Schutzhütte von Nachtsheim

Nachtsheim liegt an der Kreisstraße K 9, die in die B 410 mündet. An dieser Mündung gab es bereits einige schwere Unfälle, auch mit Toten. Trotz einiger Entschärfungsversuche gibt es immer wieder Unfälle. Die nächste Autobahnanschlussstelle ist Laubach an der B 48. Die nächstgelegene Bahnstation liegt in Monreal.

### Tourismus
Rund um Nachtsheim gibt es ausgeschilderte Wanderwege, die auch von Radfahrern genutzt werden können. In einer kleinen Felsengrotte mit dem Namen Kesselchen befindet sich ein Abbild der Mutter Gottes. Es wurde im Zweiten Weltkrieg angebracht und im Jahre 2002 restauriert. In der Nähe liegt der Nürburgring, der besonders durch die Nordschleife (auch „die Grüne Hölle“ genannt) bekannt ist. Weitere bekannte und beliebte Touristenziele in der Umgebung sind Burg Eltz, Schloss Bürresheim und die Genovevaburg.

## Sonstiges

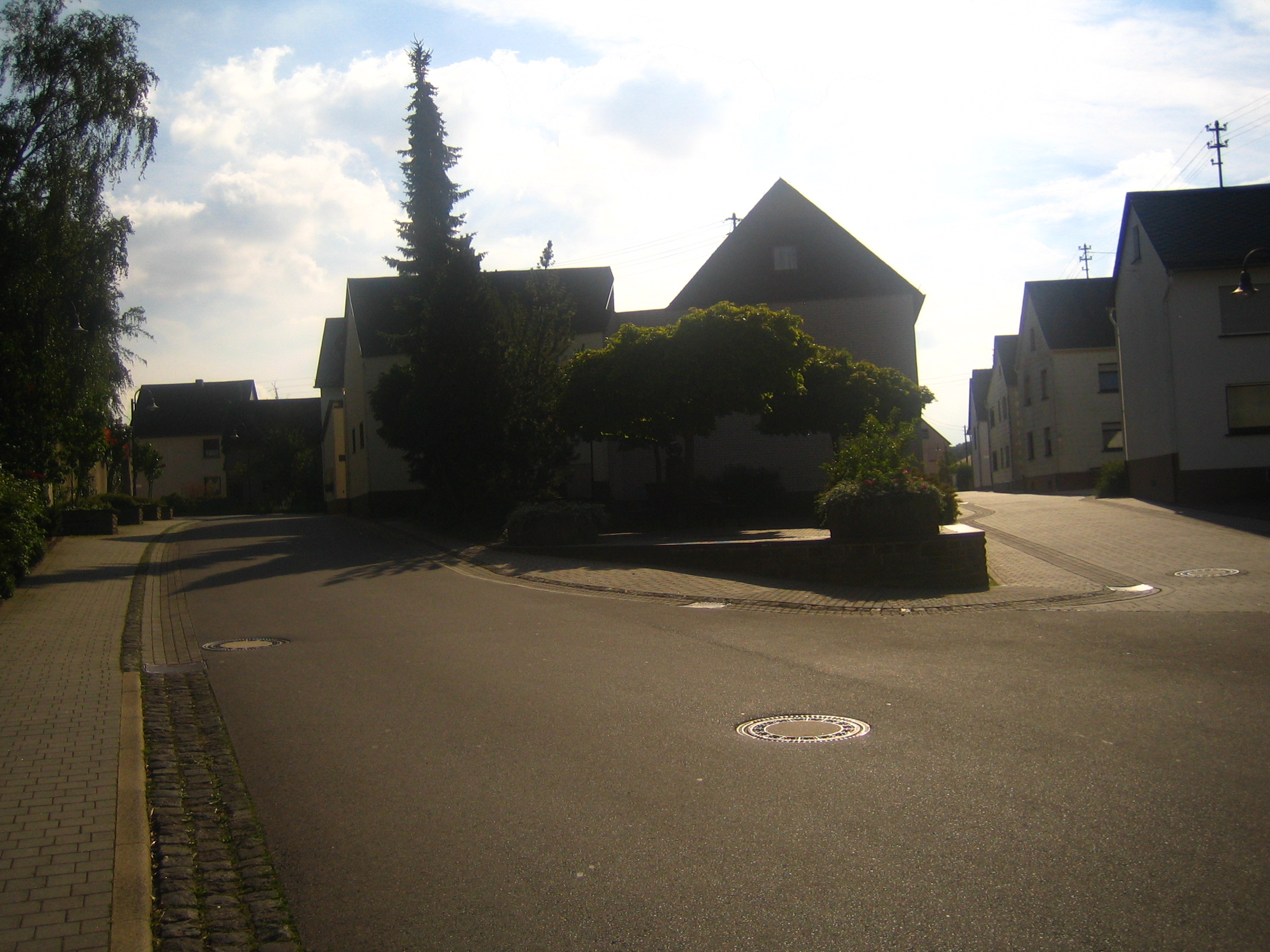
Nachtsheimer Dorfplatz

- Die Nachtsheimer werden von ihren Dorfnachbarn (besonders Boos und Münk) als Strühmänner (Strohmänner) oder Strühköpp (Strohköpfe) bezeichnet. Im Gegenzug werden die Booser Ochsen und die aus Münk Stammenden Mücken genannt.
- Am 4. April 1937 wurde der damalige Pastor Kirchhoff während der Christenlehre von der Gestapo abgeführt und für einige Monate in Haft genommen, da man ihm vorwarf, gegen das Naziregime zu predigen. Jedoch wurde er nach Protesten der Nachtsheimer Bürger wieder entlassen.
- Bei der Aktion Unser Dorf hat Zukunft belegte Nachtsheim beim Kreiswettbewerb im Jahre 1999 den 2. Platz hinter Monreal. Bei einer weiteren Teilnahme im Jahre 2015 konnte der 1. Platz im Kreisentscheid erreicht werden.
- Im Jahr 1927 gründete der Lehrer Jakob Pauly ein Sägewerk, das bis vor kurzem in der dritten Generation geführt wurde und bis vor einigen Jahren der einzige Industriebetrieb im Ort war.